# شیکاگو تریبون

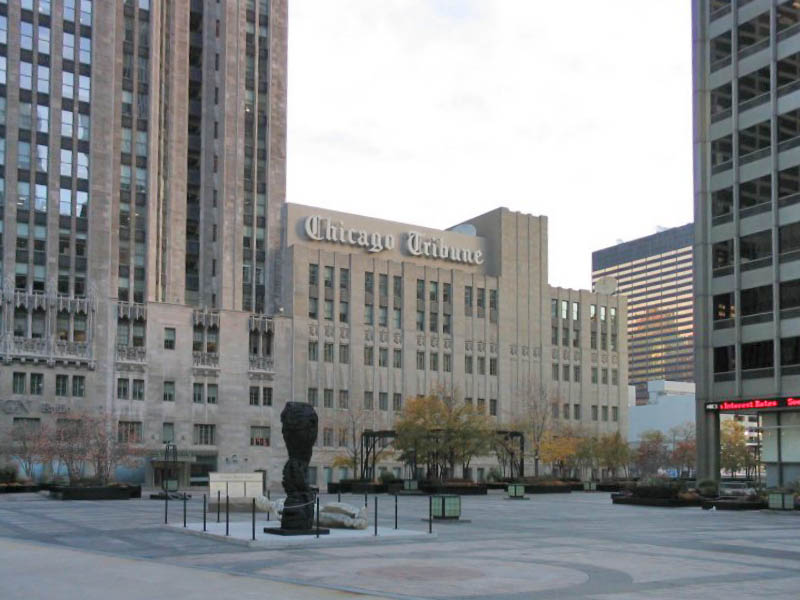
نمای بیرونی ساختمان

شیکاگو تریبون (به انگلیسی: Chicago Tribune) تأسیس ۱۸۴۷ از روزنامه‌های پرتیراژ چاپ شیکاگو است و در ایلینوی، ایالات متحده آمریکا مستقر است. این روزنامه متعلق به انتشارات تریبون است و سابقاً به عنوان «بزرگ‌ترین روزنامه جهان» (که با همین شعار رادیو و تلویزیون WGN نامگذاری شده‌است) تأسیس شد، با این‌حال همچنان خواندنی‌ترین روزنامه شهر شیکاگو پرجمعیت‌ترین شهر منطقه ایالت‌های غرب میانه آمریکا و دریاچه میشیگان است. شیکاگو تریبون در ۲۰۱۷ ششمین شمارگان برتر را در بین روزنامه‌های آمریکایی در دست داشت.

## تاریخچه
ابتدا تریبون توسط جیمز کلی، جان ای. ویلر و جوزف سی سی فارست تأسیس شد و اولین چاپ این روزنامه در ۱۰ ژوئن ۱۸۴۷ منتشر شد. در هشت سال حیات این روزنامه تغییرات گسترده‌ای در مالکیت و سردبیری آن صورت گرفت. در ابتدا، به لحاظ سیاسی تریبون وابستگی سیاسی نداشت، اما متمایل بود تا در برابر دموکرات‌ها از احزاب آزادیخواه و آزادی‌طلب در انتخابات حمایت کند. در اواخر سال ۱۸۵۳، بارها مقاله‌های بیگانه‌هراسی یا انتقاد از بیگانگان و کاتولیک‌های رومی را درج می‌کرد. در همین زمان به شدت از اعتدال حمایت می‌کرد. اگر چه سرمقاله‌ها ساده‌لوحانه به نظر می‌رسید، اما در ۱۰ فوریه ۱۸۵۵ رسماً بدون حمایت از حزبی یا به حمایت از حزب بومی‌گرای آمریکایی پرداخت و نامزد آن لوی بون بود که ماه بعد به عنوان شهردار شیکاگو انتخاب شد.

## واگذاری انتشار تریبون

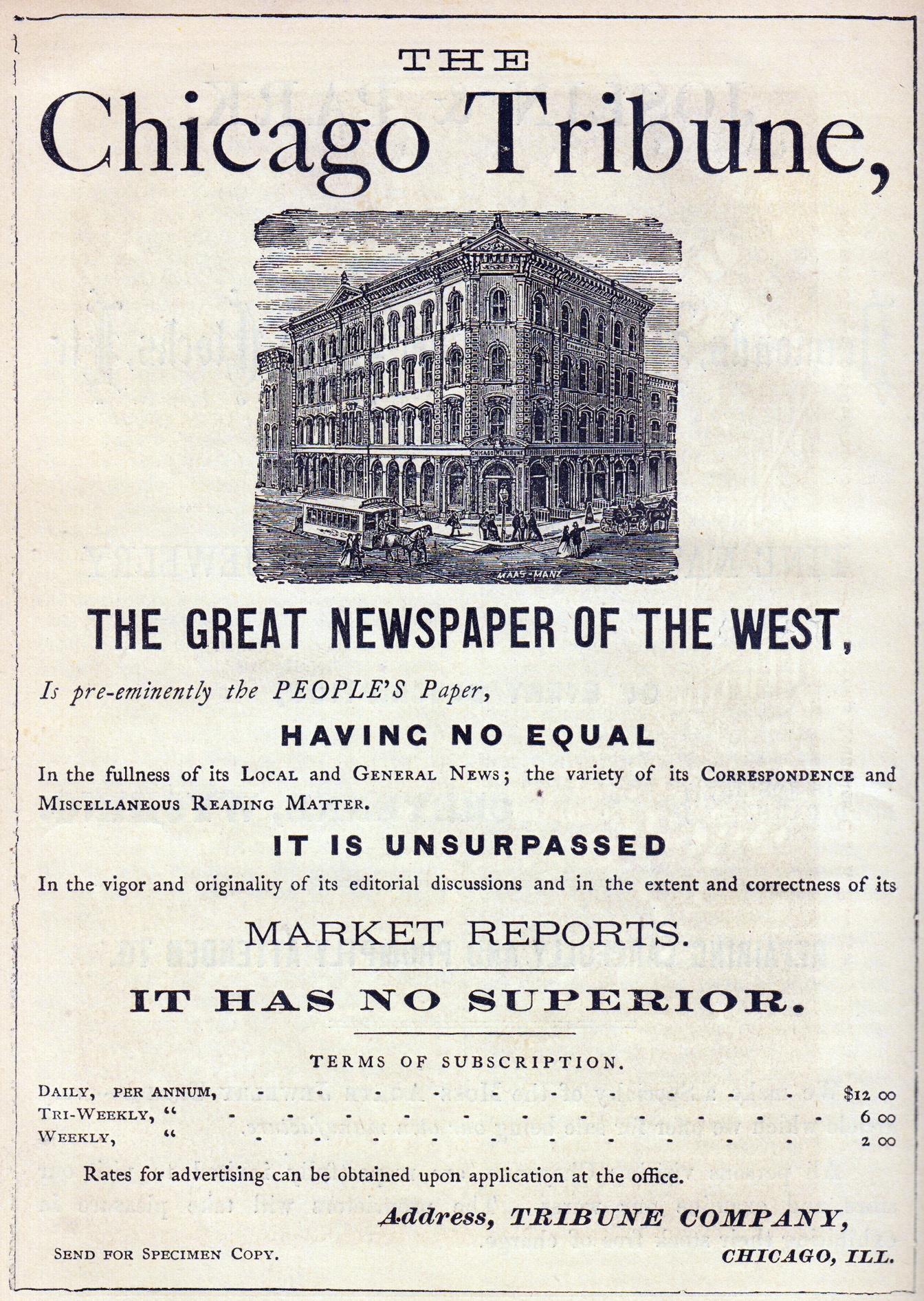
تبلیغات مربوط به مشترکین شیکاگو تریبون در سال ۱۸۷۰

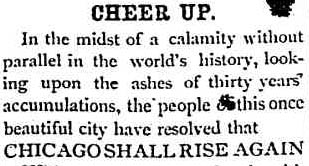
انتشار سرمقاله اصلی شیکاگو تریبیون پس از آتش‌سوزی بزرگ شیکاگو.

انتشارات تریبون که مالکیت روزنامه‌های شیکاگو تریبون، لس آنجلس تایمز و هشت روزنامه دیگر را برعهده داشت، در اوت ۲۰۱۴ به‌صورت یک شرکت مستقل اعلام موجودیت کرد و از دور بازار عمومی خارج شد و شرکت اصلی تریبون هم به شرکت تریبون رسانه تغییر نام داد. انتشارات تریبون نیز با دریافت یک وام ۳۵۰ میلیون دلاری کارش را دوباره آغاز کرد و ۲۷۵ میلیون دلار سود سهام شرکت تریبون را نیز پرداخت نمود. علاوه بر این شرکت چاپ و نشر قرار بود دفتر شرکت تریبون رسانه را به مبلغ ۳۰ میلیون دلار در سال تا ۲۰۱۷ اجاره کند.
انتشارات چاپ و نشر تریبون از پرداخت مالیات بابت سود سرمایه ای که از فروش دارایی‌های آن به‌دست آمد، جلوگیری کرد. در نتیجه سهام انتشارات تریبون بدون پرداخت مالیات به سهامداران شرکت تریبون رسانه تعلق گرفت. بزرگ‌ترین سهامدار آن مدیریت سرمایه کاواک‌تری با سهم ۱۸/۵درصد بود. شرکت تریبون رسانه، با حفظ انتشارات غیر روزنامه‌ای، سرگرمی، املاک و مستغلات و سایر سرمایه‌گذاری‌ها، برخی از املاک غیر روزنامه را نیز فروخت.